# Lepidostoma carolina
Lepidostoma carolina är en nattsländeart som först beskrevs av Banks 1911.  Lepidostoma carolina ingår i släktet Lepidostoma och familjen kantrörsnattsländor. Inga underarter finns listade i Catalogue of Life.